# Henry Percival Biggar
Pour les articles homonymes, voir Biggar.
Henry Percival Biggar (Carrying Place, Ontario, 9 août 1872 — Worplesdon, Angleterre, 25 juillet 1938) est un historien et archiviste canadien.

## Biographie
Après des études à l'Upper Canada College de Toronto, à l'Université de Toronto et à Oxford (Angleterre), il travaille aux Archives nationales du Canada et devient archiviste en chef du Canada en Europe de 1905 jusqu'à son décès.

## Travaux
Expert en histoire de la Nouvelle-France, il écrit The Early Trading Companies of New France (1901), et publie The Precursors of Jacques Cartier (1911) ainsi que A Collection of Documents relating to Jacques Cartier and the Sieur de Roberval (1930).
Il traduit et publie aussi The Voyages of Jacques Cartier (1924) et dirige la publication de The Works of Samuel de Champlain (1922-1936).
L’Académie française lui décerne le prix de la langue-française en 1934.